# Schloss Borgholm

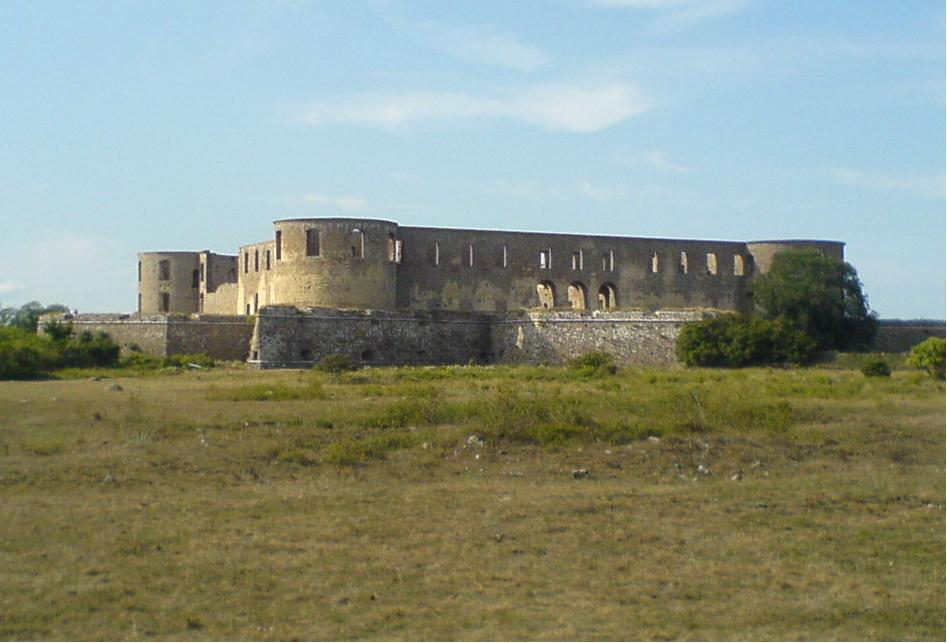
Die Schlossruine von Borgholm

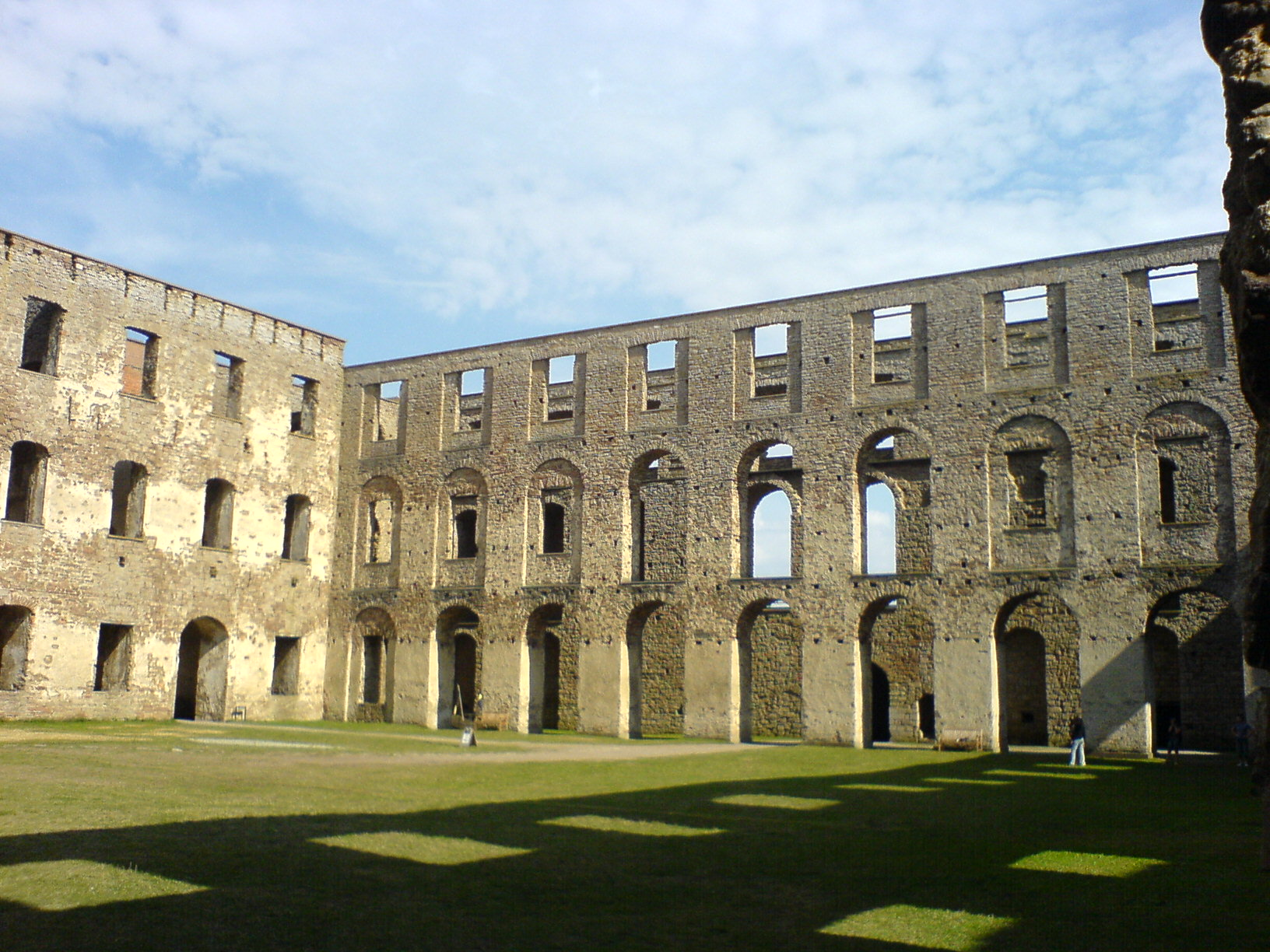
Der Hof der Ruine

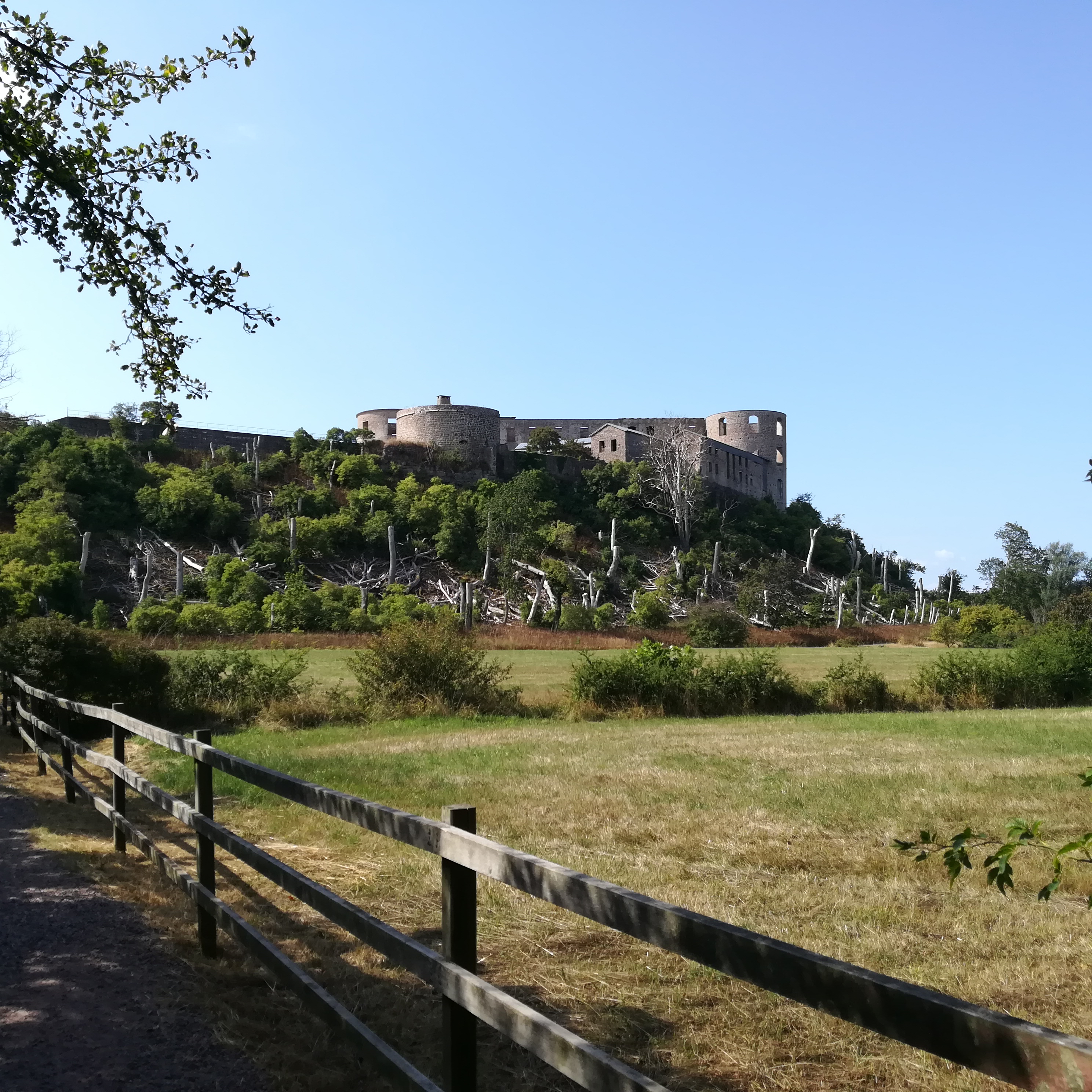
Borgholms slott von der Seeseite aus gesehen.

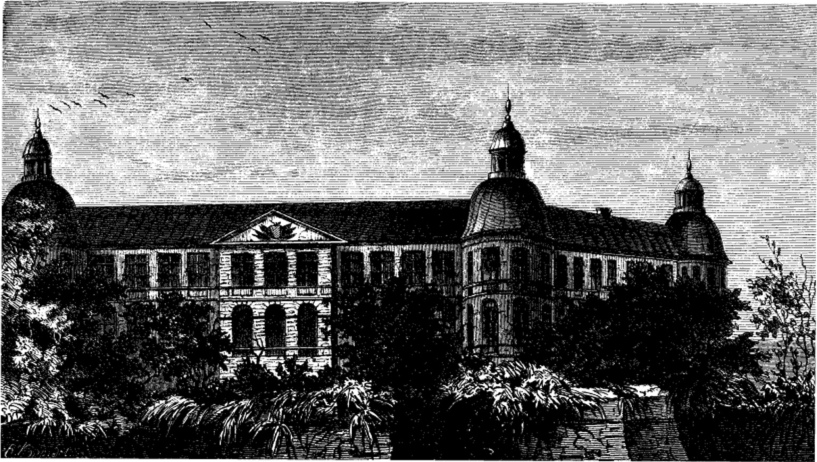
Früherer Zustand des Schlosses

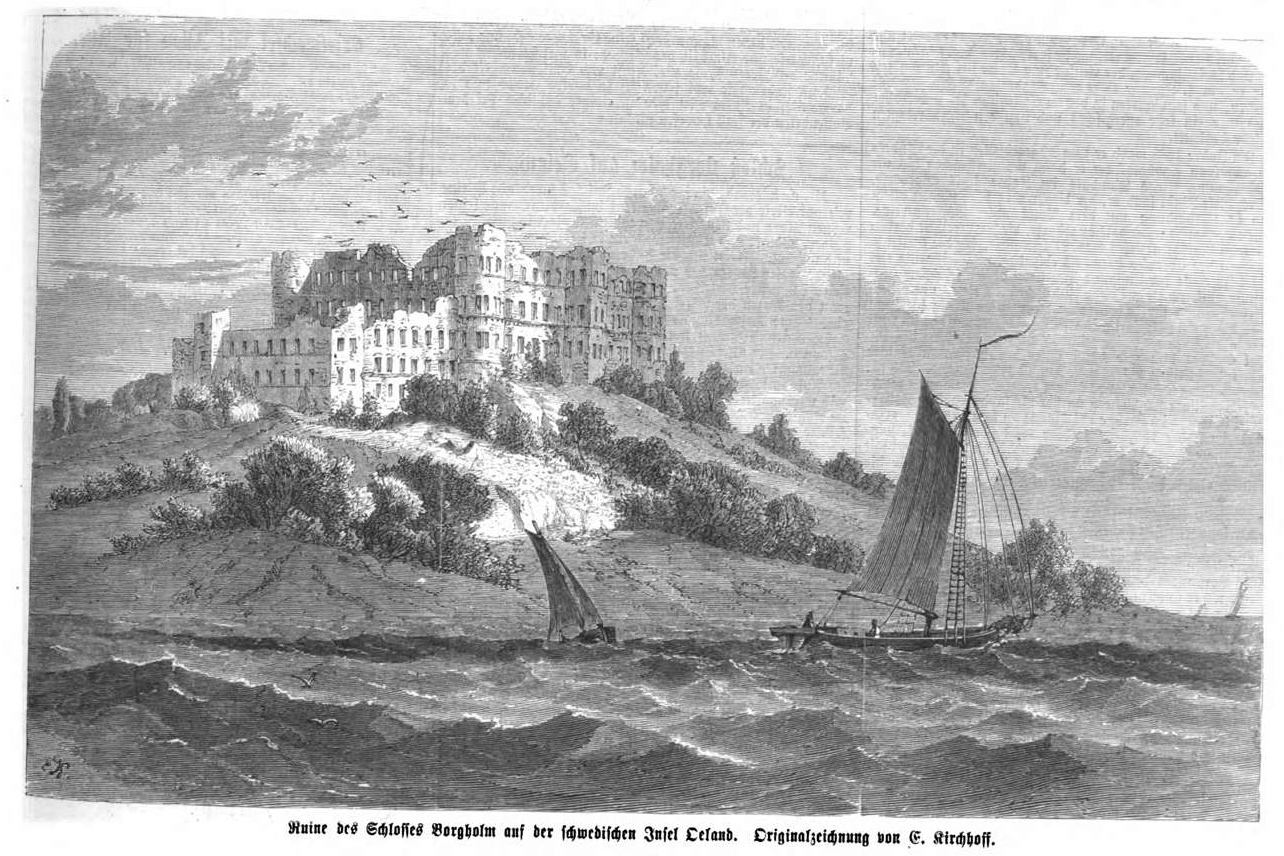
Die Ruine von Schloss Borgholm, von der Seeseite gesehen, um 1870. Grafik von E. Kirchhoff.

Schloss Borgholm liegt nahe der Stadt Borgholm auf der Westseite der schwedischen Insel Öland. Nach einem Brand im 19. Jahrhundert ist es heute nur noch als Ruine erhalten, aber noch immer eine der bedeutsamsten Sehenswürdigkeiten Schwedens.

## Vom Burgschloss zur Ruine
Das Borgholmer Schloss ist aus einem Wehrturm des 12. Jahrhunderts entstanden und wurde mit seiner strategischen Bedeutung in den Kriegen der Schweden gegen die Dänen ständig erweitert.
Aus der ursprünglichen Burg entwickelte sich unter Johann III. in der Renaissance ein wehrhaftes Schloss mit mehreren Flügeln. Im 17. Jahrhundert gestaltete der Baumeister Nicodemus Tessin d. Ä. im Auftrag von Karl X. Gustav das Schloss zu einer bedeutenden Barockanlage um. Die bis dahin zum Teil solitär stehenden Gebäudeteile wurden zu vier großen Flügeln ausgeweitet und unter ein gemeinsames mächtiges Dach gestellt, die Ecktürme mit kuppelartigen Hauben bedeckt. Diese Erweiterungen wurden jedoch nicht vollständig abgeschlossen, der Ost- und der Südflügel wurden zwar überdacht, aber nicht ausgebaut. Der Wehrturm wurde im Laufe der Umbauarbeiten abgetragen, im Inneren des Schlosshofs ist sein Grundriss in den Boden eingelassen.
Seit Anfang des 18. Jahrhunderts verlor das Schloss an Bedeutung. Die Grenze zu Dänemark, die ehemals durchs südliche Schweden verlief, war an die Südküste der skandinavischen Halbinsel verlagert und die Festung hatte keinen strategischen Nutzen mehr. Zudem entstanden um und in Stockholm neue, modernere Schlösser und die alte Borgholmer Burg verlor für das Königshaus an Reiz. Das Schloss verfiel, nachdem nur noch eine Wachmannschaft die Gebäude bevölkerte. Der letzte Gottesdienst in der Schlosskapelle wurde 1772 abgehalten. In die unbenutzten Säle zog 1803 ein Kleiderfabrikant mit seinem Unternehmen ein. Am 14. Oktober 1806 brach ein Brand aus und zerstörte das Schloss vollständig, nur die mächtigen Mauern überstanden das Feuer.
Die Ruine ist bis heute erhalten und für Besucher auf verschiedenen Ebenen zugänglich. Im Inneren des Schlosses erkennt man noch heute die Lage der ehemaligen Festsäle, Enfiladen gliedern noch immer frühere Zimmerfluchten und auch das mächtige Treppenhaus ist erhalten und benutzbar. In den Überresten des Schlosses ist ein Museum untergebracht, welches der Geschichte des Gebäudes gewidmet ist. Im Innenhof werden zudem Konzerte, Theateraufführungen und ähnliche Veranstaltungen abgehalten, so drehte die schwedische Popgruppe Roxette hier 1989 während eines Konzertes sechs Live-Videoclips: Dance Away, Dangerous, Cry, Paint, Listen to Your Heart und Silver Blue. Seit 2018 veranstaltet die Band In Flames im Schloss das Festival Borgholm Brinner.

## Die Umgebung
Ganz in der Nähe der Ruine liegen die Gartenanlagen von Schloss Solliden. Diese nach italienischen Vorbildern gestaltete Villa wurde 1906 auf Veranlassung Königin Viktorias errichtet. Das Gebäude dient heute als Sommersitz der schwedischen Königsfamilie, die Gärten sind jedoch für Besucher zugänglich. Der Park mit seinen Wasserspielen bietet einen reizvollen Kontrast zu der benachbarten, von der öländischen Steppe umgebenen Ruine. Vor der Schlossruine befindet sich darüber hinaus der zur Erinnerung an königliche Jagden errichtete Jagdstein.